# Supervivent
Supervivent (títol original en anglès, Survivor) és una pel·lícula de thriller d'acció del 2015 dirigida per James McTeigue i escrita per Philip Shelby. La pel·lícula és protagonitzada per Milla Jovovich, Pierce Brosnan, Robert Forster, Angela Bassett, Roger Rees, Antonia Thomas, James D'Arcy, Frances de la Tour, Genevieve O'Reilly i Dylan McDermott. S'ha doblat al català.
La pel·lícula es va estrenar als cinemes del Regne Unit el 5 de juny de 2015 i a la carta als Estats Units el 23 de juny de 2015.